# Sinterklaasgedicht

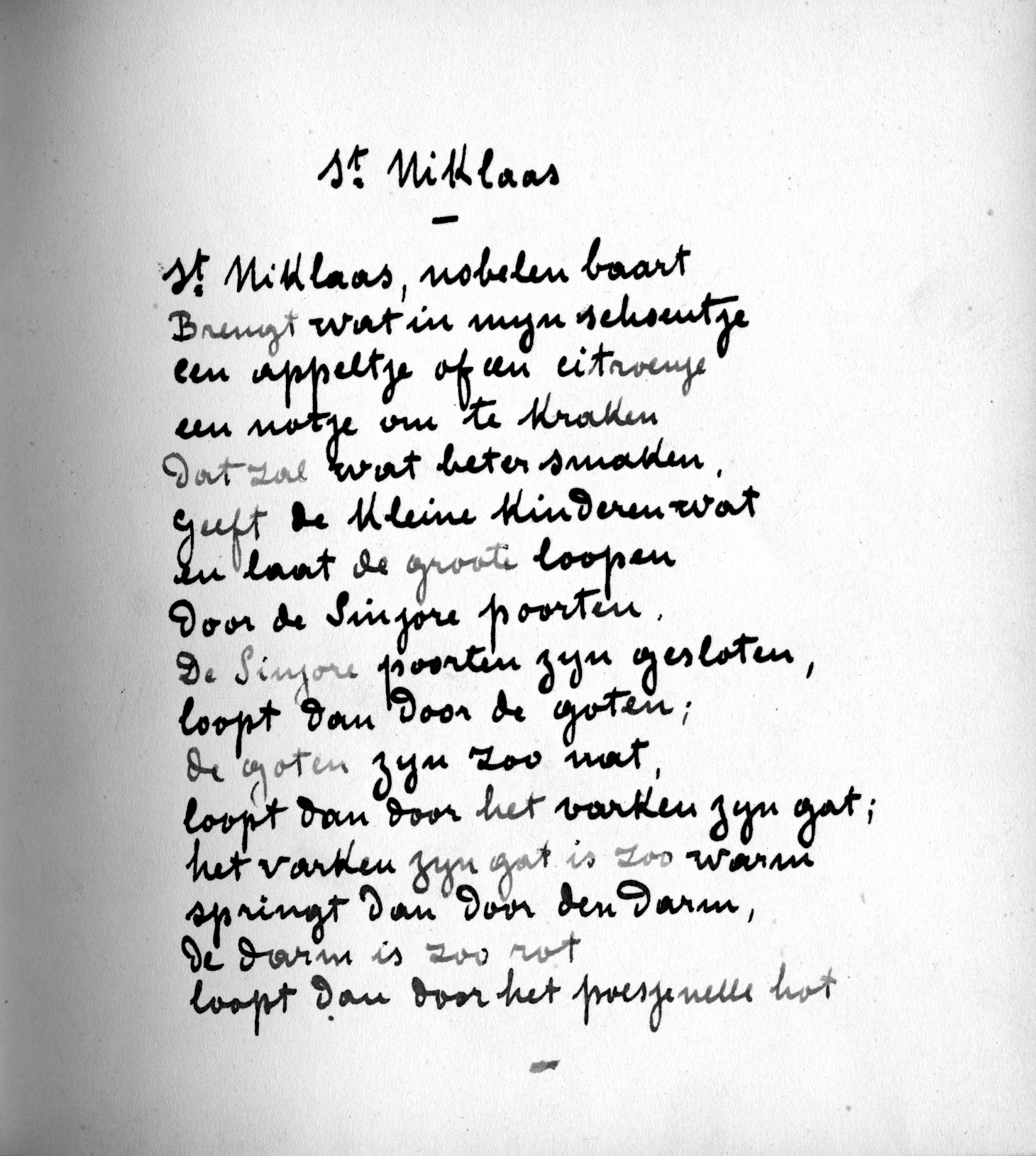
Vlaams sinterklaasgedicht van Max Elskamp

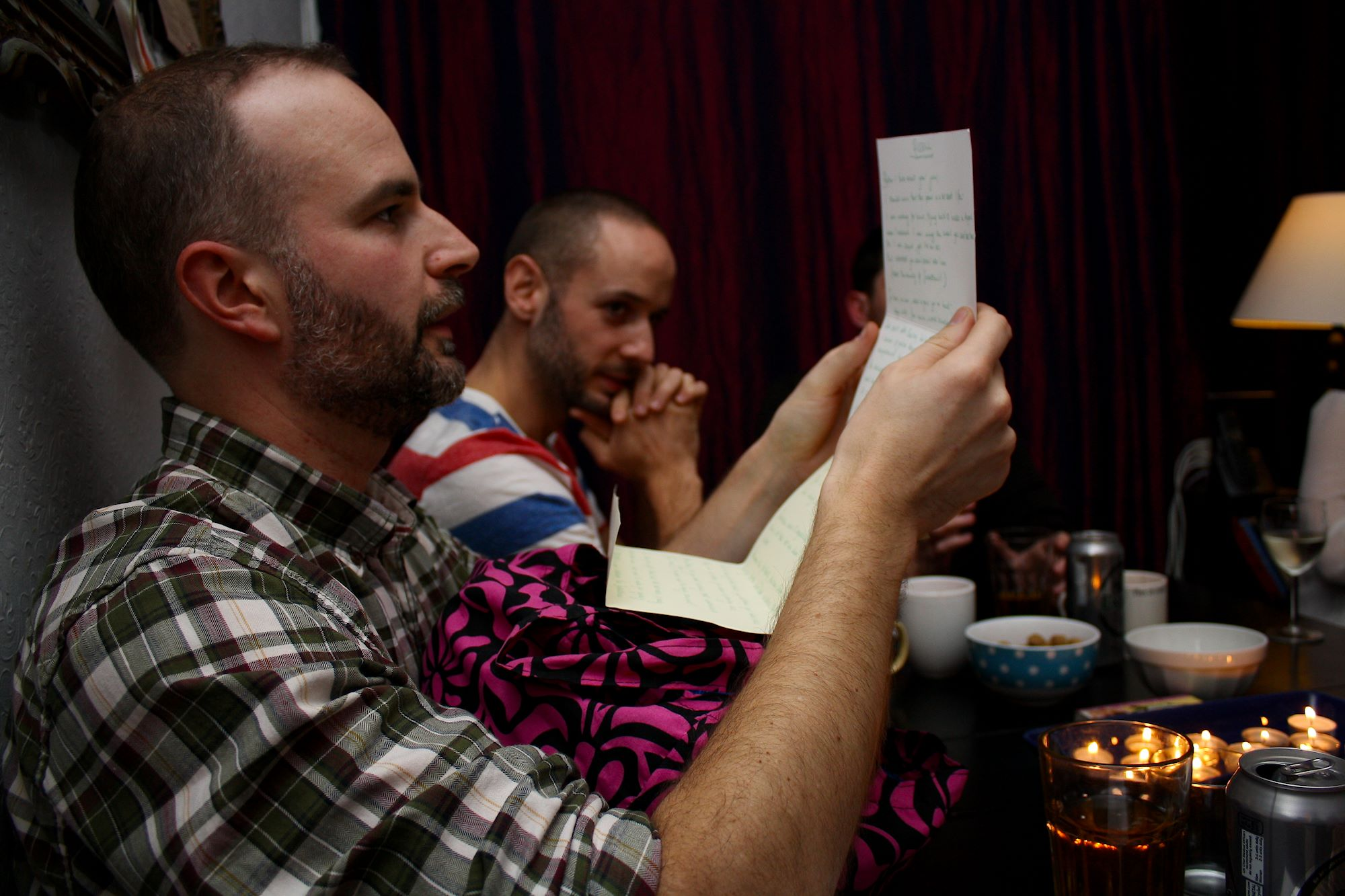
Gedicht wordt voorgedragen op Sinterklaasavond

Een sinterklaasgedicht is een gedicht dat voor het sinterklaasfeest wordt geschreven en dat vaak hardop moet worden voorgelezen bij het uitpakken van een surprise of cadeau.
In een traditioneel sinterklaasgedicht worden de minder gunstige eigenschappen van de aangesprokene op vriendelijke wijze gehekeld. Het Sinterklaasritueel heeft aldus elementen van catharsis.
Uit de 17e eeuw zijn al sinterklaasgedichten bekend, maar die stonden in boekjes en hadden een algemeen karakter. In 2021 werd in het Gronings Archief een persoonlijk, met de hand en vanuit Sint-Nicolaas geschreven gedicht teruggevonden uit 1869, van de familie Geertsema. Dat is het oudst bekende gedicht in een traditie, die pas in de 20e eeuw algemeen werd.
De meeste sinterklaasgedichten zijn tamelijk simpel van opzet. Ze bestaan voornamelijk uit eindrijm met rijmschema aa bb cc dd ee enz., De rijmwoorden liggen meestal zeer voor de hand, het zogenaamde kermisrijm. Zo beginnen veel sinterklaasgedichtjes met zinnen als:
Sint heeft uren zitten denken
Wat hij Jantje toch zou schenken
Onder het gedicht wordt vaak de zin Groeten van Sint en Piet gezet om de schrijver ervan anoniem te houden, zodat het voor de ontvanger lijkt alsof Sinterklaas het gedicht heeft geschreven.
Doordat de meeste sinterklaasgedichten eenvoudig van opzet zijn en veel mensen de inspiratie voor het schrijven van een rijm missen, bestaan er computerprogramma's en websites die dergelijke gedichten automatisch samenstellen.